# 柳本町 (西宮市)

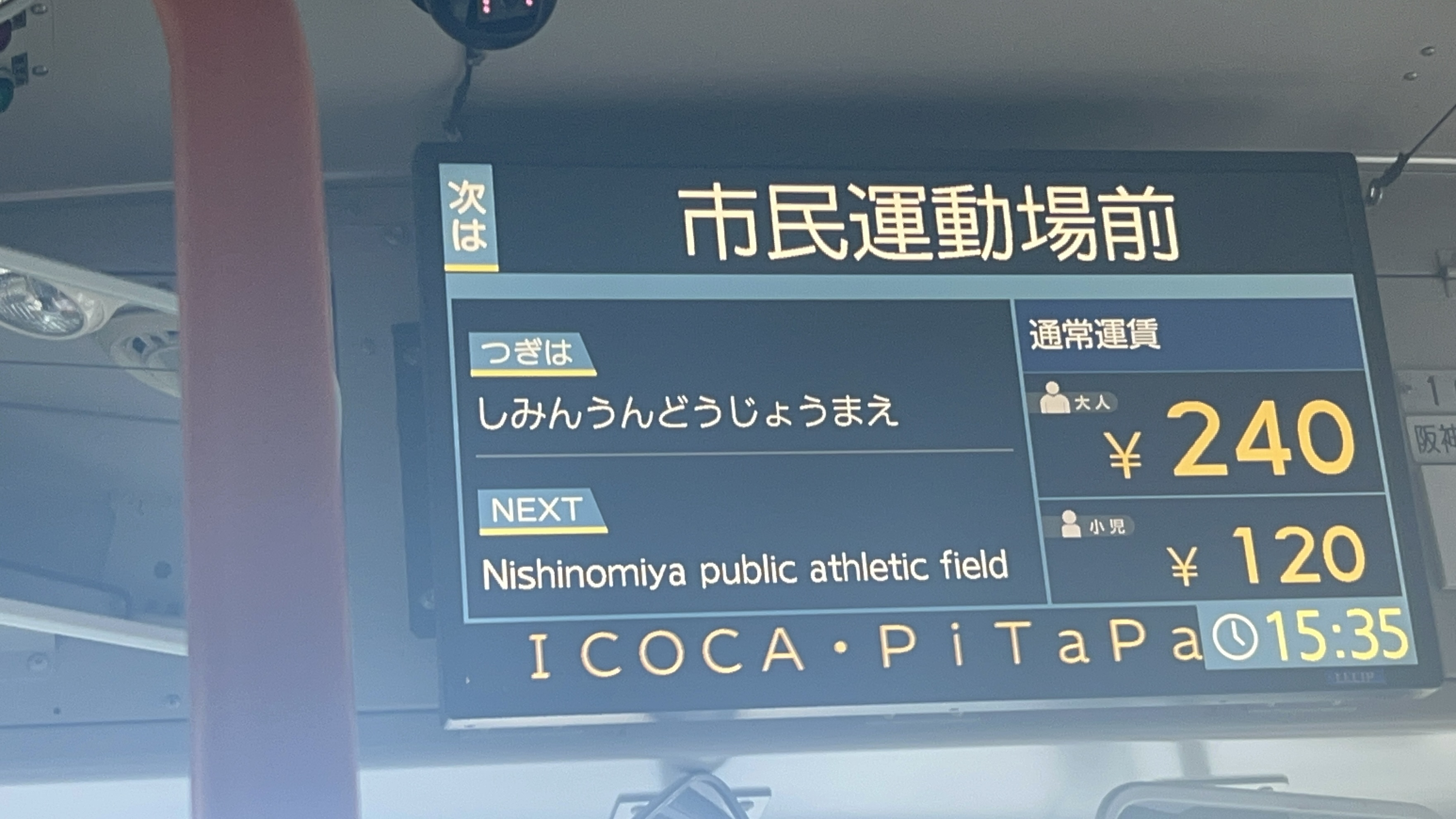
阪神バス市民運動場前停留所案内

柳本町（やなぎもとちょう）は、兵庫県西宮市にある町丁。郵便番号は662-0866。座標: 北緯34度44分53.930秒 東経135度20分32.132秒 / 北緯34.74831389度 東経135.34225889度

## 地理
東は河原町、西は神垣町、南は室川町、北は中屋町・大社町と隣接している。

## 交通

### 鉄道
鉄道は走っていない。

### バス

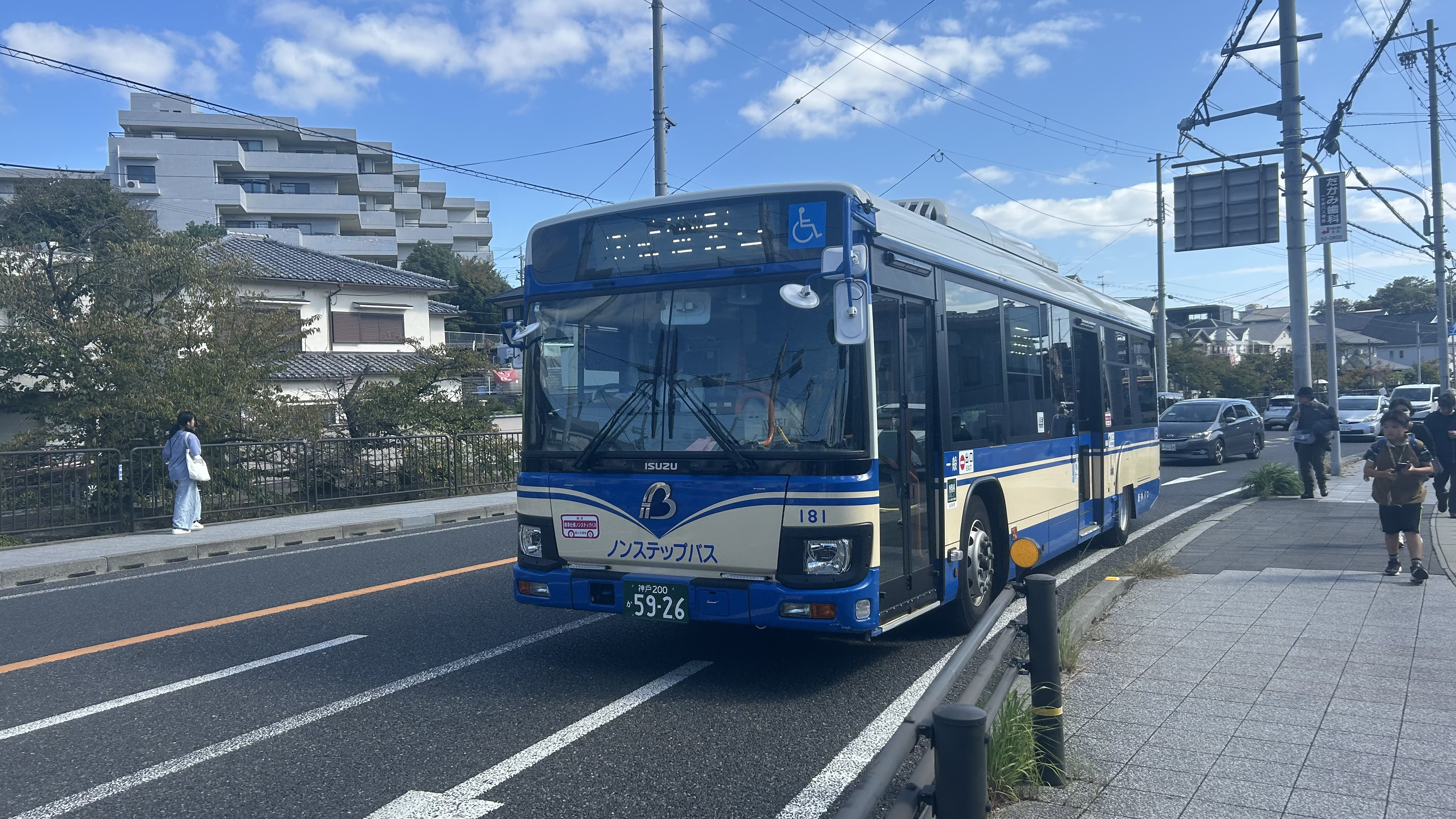
西宮山手線
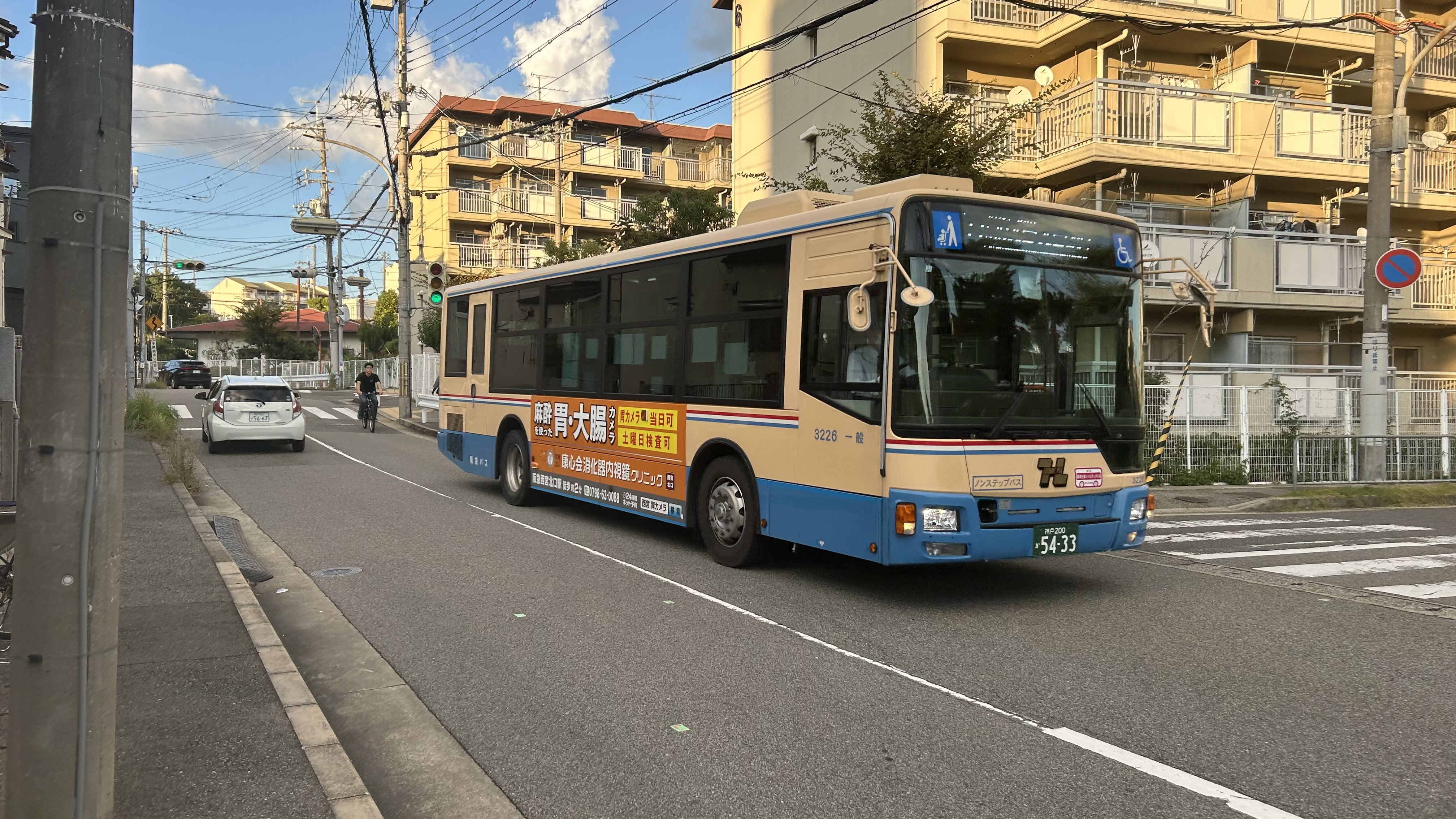
11系統

阪神バス・阪急バスが通っている。
| 路線名     | 業者     | 起点         | 町内の停留所                       | 終点           |
| ---------- | -------- | ------------ | ---------------------------------- | -------------- |
| 西宮山手線 | 阪神バス | （環状）     | （室川町）-市民運動場前-（中屋町） | （環状）       |
| 鷲林寺線   | 阪神バス | （環状）     | （室川町）-市民運動場前-（中屋町） | （環状）       |
| 11         | 阪急バス | 阪急甲東園駅 | （中屋町）-市民運動場前-（室川町） | 阪急西宮北口駅 |
| 12         | 阪急バス | 阪急甲東園駅 | （中屋町）-市民運動場前-（広田町） | 阪急西宮北口駅 |
| 16         | 阪急バス | 阪急甲東園駅 | （中屋町）-市民運動場前-（室川町） | 阪急西宮北口駅 |
| 19         | 阪急バス | 阪急甲東園駅 | （中屋町）-市民運動場前-（広田町） | 阪急西宮北口駅 |

- 西宮山手線
- 11系統

## 校区
出典:
| 区域 | 小学校     | 中学校     |
| ---- | ---------- | ---------- |
| 全域 | 大社小学校 | 平木中学校 |

## 施設
- 西宮渡辺心臓脳・血管センター 広田クリニック
- ドミノ・ピザ 西宮中央運動公園前店
- セブン-イレブン 西宮柳本町店
- 木村塾 広田校